# رابرت برنز
رابرت برنز (به انگلیسی: Robert Burns) ‏ (۲۵ ژانویه ۱۷۵۹ – ۲۱ ژوئیه ۱۷۹۶)، معروف به رابی در بین اسکاتلندی‌ها، شاعر و ترانه‌سرای اسکاتلندی بود. از او به عنوان شاعر ملی اسکاتلند یاد می‌شود و شهرت جهانی دارد.او از پیشگامان زبان و ادبیات انگلیسی بود. 
او سرشناس‌ترین شاعری است که به زبان اسکاتس نوشته‌است، هرچند بسیاری از نوشته‌های او به انگلیسی با گویش اسکاتی خفیف است، که برای مخاطبان در بیرون از اسکاتلند نیز قابل دسترس است. به‌علاوه او به زبان انگلیسی نیز نوشته است، و در این قطعه‌هاست که دیدگاه‌های سیاسی یا مدنی او نیز در اوج خود هستند.
از او به عنوان یکی از پیشگامان جنبش رمانتیک یاد می‌شود و پس از مرگش، برای بنیان‌گذاران هر دو مکتب لیبرالیسم و سوسیالیسم به شخصیتی الهام‌بخش تبدیل شد. به عنوان شخصیتی فرهنگی در اسکاتلند و در میان اسکاتلندی‌ها در دیگر نقاط جهان، تجلیل از زندگی و آثار او به یک فرهنگ ملی کاریزماتیک در طول سده‌های ۱۹ و ۲۰ میلادی تبدیل شد، و مدت‌هاست که نفوذ او بر ادبیات اسکاتلندی قدرتمند مانده‌است. افزون بر سرودن قطعه‌های ادبی، او همچنین به گردآوری ترانه‌های محلی از سرتاسر اسکاتلند پرداخت، که اغلب آن‌ها را بازبینی یا تنظیم می‌کرد.
هر ساله ۲۵ ژانویه سالروز تولد او را در بریتانیا و اروپا جشن می‌گیرند.